# Držkovce
Držkovce – wieś (obec) na Słowacji położona w kraju bańskobystrzyckim, w powiecie Revúca. Pierwsze wzmianki o miejscowości pochodzą z roku 1243.
Według danych z dnia 31 grudnia 2012, wieś zamieszkiwało 557 osób, w tym 297 kobiet i 260 mężczyzn.
W 2001 roku rozkład populacji względem narodowości i przynależności etnicznej wyglądał następująco:
- Słowacy – 6,75%
- Polacy – 0,2%
- Romowie – 22,22%
- Węgrzy – 68,85%

Ze względu na wyznawaną religię struktura mieszkańców kształtowała się w 2001 roku następująco:
- Katolicy rzymscy – 90,48%
- Grekokatolicy – 0,2%
- Ewangelicy – 1,19%
- Ateiści – 1,98%
- Nie podano – 3,57%